# Bogumiła Adamska
Bogumiła Adamska (ur. 14 grudnia 1958 w Nowej Pasłęce) – polska artystka, jubiler i złotnik.

## Życiorys
Urodzona 14 grudnia 1958 r. w Nowej Pasłęce, mieszka i pracuje w Braniewie. Działalność związaną z wyrobem biżuterii rozpoczęła 1 września 2009 r.
Doświadczenie zdobywała pod kierunkiem męża Andrzeja Adamskiego w jego pracowni (Pracownia Jubilerska A2). Od 2010 r. jest członkiem Stowarzyszenia Twórców Form Złotniczych. Drugim elementem jej twórczości jest len, często łączony z bursztynem i przeplatany srebrem.
Prace jej autorstwa znajdują się w kolekcjach:
- Muzeum Ziemi PAN w Warszawie
- Muzeum w Gliwicach
- Muzeum Bursztynu w Królewcu, Rosja

## Wystawy grupowe
- 2015 – "XXV STFZ", wystawa jubileuszowa, Galeria Sztuki, Legnica
- 2015 – 24. Międzynarodowy Konkurs Sztuki Złotniczej „Granice”, Galeria Sztuki, Legnica
- 2014–2015 – „Z jedwabnego my”, VI edycja Targów Biżuterii Artystycznej JOYA, Barcelona (Hiszpania) / Galeria La Basilica, Barcelona (Hiszpania) / Galeria Sztuki, Legnica
- 2013 – III International Amber Art Prize of the Baltic Rim countries, Ribnitz–Damgarten (Niemcy)
- 2012 – Ogólnopolski Konkurs Biżuterii Artystycznej „Prezentacje 2012”, Warszawa
- 2011–2014 – Designed in Poland, Budapeszt (Węgry) / Barcelona (Hiszpania) / Praga (Czechy) / Lizbona (Portugalia) / Bruksela (Belgia) / Rzym (Włochy) / Zagrzeb (Chorwacja) / Sofia (Bułgaria) – organizator PAIiIZ Warszawa
- 2011 – „Z archiwum XX” STFZ
- 2009 – „Chopin – kształt muzyki”, Warszawa

## Wystawy pokonkursowe (prace wspólne z mężem Andrzejem Adamskim)
- 2014 – „Z Jedwabnego my…”, La Basílica Galería, Barcelona (Hiszpania)
- 2014 – „MineralART 2014”, Idar-Oberstein (Niemcy)

## Nagrody i wyróżnienia
- 2015 – 24. Międzynarodowy Konkurs Sztuki Złotniczej „Granice”, Galeria Sztuki, Legnica - I nagroda Ministra Kultury i Dziedzictwa Narodowego
- 2011 – Konkurs sztuki złotniczej „PearlArt – Opraw perłę w talent”, Galeria YES, Poznań – I miejsce
- 2009 – „Alatyr 2009″ International Biennial of Amber Works of Art Kaliningrad (Rosja) – Wyróżnienie Specjalne Jury
- 2011 – I Międzynarodowe Triennale Bursztynu, Frombork – III Miejsce
- 2011 – I Ogólnopolski Konkurs Biżuterii Autorskiej „Krzemień pasiasty - kamień optymizmu”, Sandomierz – Wyróżnienie
- 2008 – Konkurs na prezent dyplomatyczny z bursztynem, Gdańsk – Wyróżnienie